# محمود ابراهیم‌زاده
محمود ابراهیم‌زاده (زادهٔ ۱ دی ۱۳۳۳) بازیکن سابق فوتبال اهل ایران است.
او اولین بازی خود را برای تیم ملی ایران در ۲۷ آبان ۱۳۵۶ در برابر هنگ کنگ به عنوان بازیکن ذخیره، در طول جام جهانی ۱۹۷۸ بازی کرد.
او مربی آکادمی باشگاه فوتبال آ.ث. میلان، آژاکس و سانتوس را بوده‌است.